# Equitrends
equitrends ist ein Fachmagazin für Handel, Hersteller und Dienstleister im Reitsport. 

## Kurzbeschreibung
equitrends erscheint 12-mal im Jahr. Herausgeber ist die FORUM Zeitschriften und Spezialmedien GmbH, ein Tochterunternehmen der Forum Media Group. Die Erstausgabe kam im Jahr 1994 auf den Markt. Die Zeitschrift wird geprüft durch die Informationsgemeinschaft zur Feststellung der Verbreitung von Werbeträgern e.V. (IVW).

## Inhaltsschwerpunkte
Die monatlichen Ausgaben des Magazins beinhalten aktuelle Nachrichten, Produktneuheiten, nationale und internationale Markttrends, Entwicklungen im Handel, Sortimentsgestaltung, sowie Hinweise auf Messen und Veranstaltungen.

## Zielgruppen
equitrends wendet sich nicht an die Endverbraucher, sondern an Firmen und Meinungsbildner, die täglich beruflich mit dieser Branche umgehen. Dazu zählen hauptsächlich Reitsportfachgeschäfte, Hersteller von Reitsportzubehör und Dienstleister im Pferdesport.